# 콜로서스급 항공모함

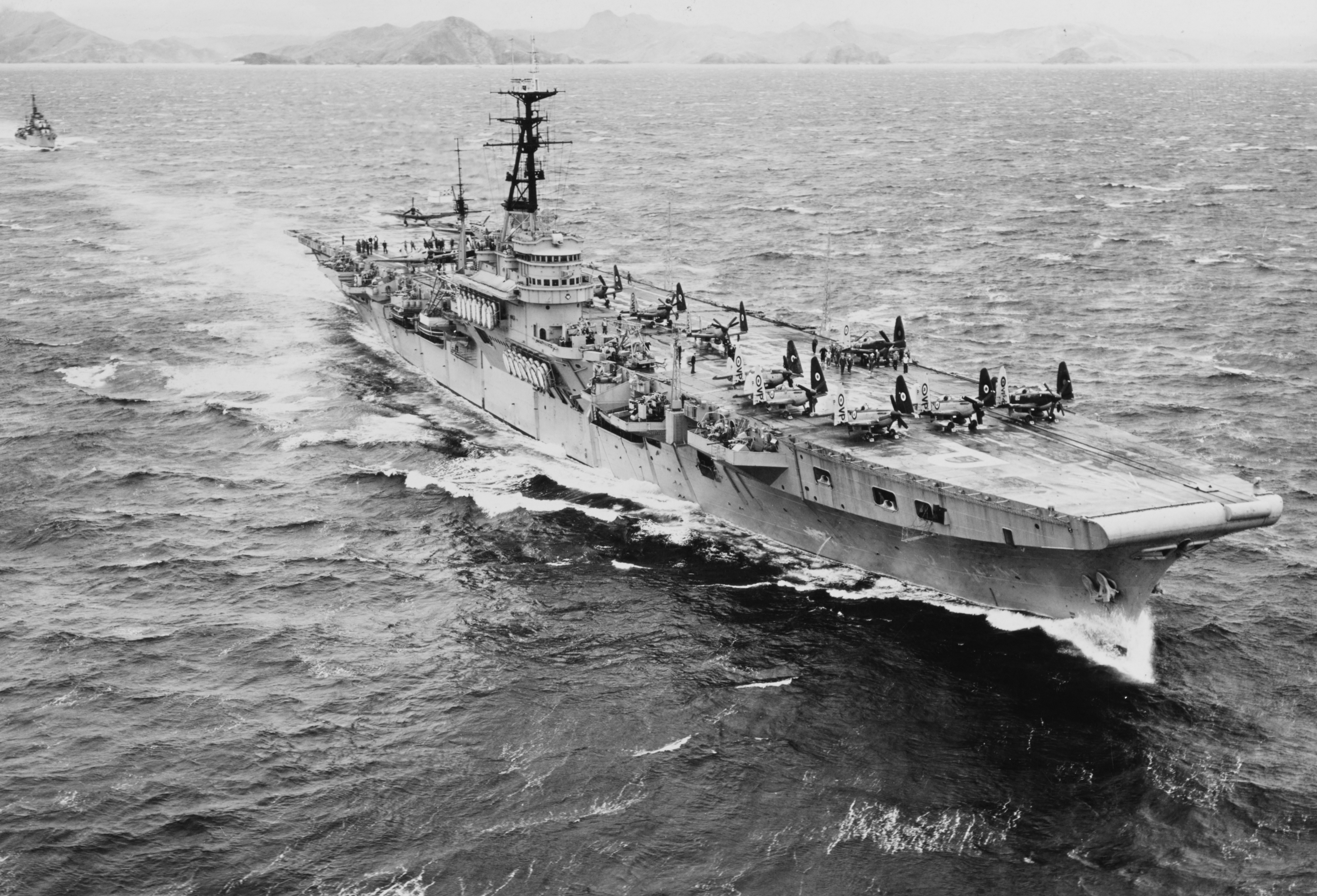
1950년 3월 8일 영국 해군 극동함대 소속 트라이엄프함이 필리핀 수빅만에서 훈련중이다. HMS 트라이엄프 (R16)는 1950년 7월 3일 북한을 공습한 영국 최초의 항공모함으로 독도함과 같은 크기이다.

콜로서스급 항공모함은 길이 212m, 만재배수량 19,500톤의 영국 항공모함이다. 초기에는 52대의 프로펠러기를 탑재했으며, 후기에는 21대의 제트 전투기를 탑재했다. 1942년식 경항모라고도 부른다.

## 한국 전쟁
한국 전쟁 초기인 1950년 7월 3일부터 미국의 벨리 포지 항공모함과 함께 북한을 공습했다. 한국전쟁 때 군사원조를 받고 50여년이 지난 2005년 7월 12일, 한국은 길이 212미터인 콜로서스급과 같은 크기인 독도함을 진수했다. 일본도 뒤따라 2007년 휴우가함을 건조했다. 그러나 한국은 아직 길이 245미터인 벨리 포지 항공모함은 건조하지 못했다. 반면에 2013년 일본은 벨리 포지함과 같은 크기인 이즈모급 항공모함을 건조했다.
한국전쟁에 영국 해군 항공모함은 HMS 트라이엄프 (R16), HMS 테세우스 (R64), HMS 글로리 (R62), HMS 오션 (R68) 등 5척이 참전했다.
만재배수량 2만톤인 영국의 트라이엄프함은 경항모인데 비해, 만재배수량 4만톤인 벨리 포지함은 중형항모로 분류된다. 만재배수량 8만톤이 넘어가면 슈퍼캐리어, 대형항모로 분류한다. 한국전쟁 때는 영국의 경항모, 미국의 중형항모만 참전했고, 당시엔 아직 슈퍼캐리어가 건조되지는 않았던 시점이다.

## 같이 보기
- 미나스제라이스 항공모함 - 콜로서스급은 브라질에 중고로 수출되었다. 21대의 제트전투기를 탑재하도록 개조가 되었으며, 2001년 퇴역했다. 독도함이 21대의 제트전투기 항공모함으로 개조가 될 수 있다는 선례이다.